# Prix de l'innovation César & Techniques
Le Prix de l’Innovation César & Techniques est une récompense cinématographique remise depuis 2018 par l'Académie des arts et techniques du cinéma lors d'une soirée distincte de celle de la cérémonie des César et ayant généralement lieu en janvier, en même temps que la remise du Trophée César & Techniques. Il remplace le précédent prix spécial César & Techniques. 

## Introduction
Ce prix de l'Innovation César & Techniques vise à récompenser un produit ou service de la filière du cinéma français. Il s’agit plus particulièrement de mettre en avant une avancée au sein de la filière ayant permis le développement de la création cinématographique et la qualité de sa distribution. 
Les entreprises souhaitant participer à la sélection doivent tout d’abord déposer un dossier de candidature. Pour cela l’entreprise doit être éligible, c'est-à-dire avoir assuré une prestation technique sur au moins un des films en lice pour le César du meilleur Film. Ces différents dossiers de candidature sont ensuite étudiés par le Comité Industries Techniques de l’Académie qui en présélectionne quelques-uns. Puis, ce sont les dirigeants des entreprises adhérentes de la Ficam qui votent pour élire le lauréat. Ce vote en ligne sécurisé est à bulletin secret et effectué sous le contrôle d’un huissier.

## Palmarès
De 2015 à 2017 : prix spécial César & Techniques.
- 2015 : Ymagis (numérique), présidé par Jean Mizrahi
- 2016 : Titra Film (doublage, sous-titrage, post-production), présidé par Sophie Frilley et David Frilley Kagansky
- 2017 : Dubbing Brothers (doublage), présidé par Mathieu Taïeb
- 2018 : SetKeeper (logiciel de pré-production), présidé par Octave Bory[4]
- 2019 : Titra Film
- 2020 : Golaem
- 2021 : Mac Guff
- 2022 : Deluxu ETS France (distribution cinématographique et streaming)
- 2023 : Noir Lumière (conservation et exploitation des archives cinématographiques)
- 2024 : Poly Son (post-production sonore)
- 2025 : Moving Picture Company (effets visuels)